# サン・ペドロ駅
サン・ペドロ駅 (タガログ語: Estasyong daangbakal ng San Pedro) はフィリピン国鉄南方本線の駅。地上駅。ラグナ州サン・ペドロに存在する。
現在2つの駅が存在する。旧駅は旅客がビコル地方に向かう列車に乗るために使うことができ、ビニャン駅やカランバ駅向けのマニラ首都圏通勤列車やカルモナ支線行車両のターミナルだった。現在はPNR宿舎として使われている。軌道は3本あり、一つが南方本線へ、一つがカルモナ支線へ、一つが待避線であった。
2010年、かつてカヴィテ州ジェネラル・マリアノ・アルバレスの駅に向かっていたカルモナ支線の軌道の南ルソン高速道路の交差点の部が解体された。
2013年12月、サン・ヴィセンテ通りの近くに新駅が建設され開業した。2013年の秋には一日6回の列車運用があり、午前にトゥトゥバン行が2回、サンタ・ローサ行が1回、午後にサンタ・ローサ行が1回、トゥトゥバン行が1回、最後の1回はサンタ・ローサへの早朝の便であった。
2018年10月時点では、サン・ペドロ駅では一日4回の列車運用があり、朝方、トゥトゥバンに向かう2回の北方行き列車が出る。これらの列車は首都南方通勤列車456号、546号である。456号はママティド駅を発し、サン・ペドロに午前05:36に到着する。546号はカランバ駅を発し、456号の一時間後の午前06:36にサンペドロに到着する。残りの2回は南方行き列車であり、1837号と1907号である。1837号はカランバ駅終点であり、サン・ペドロに午後08:11に到着し、1907号はママティド駅終点で、30分後の午後08:41にサン・ペドロに到着する。
カルモナ行の支線はデラ・ロサからのシャトルサービス再生で再建の目標となっており、2019年に再開したいとしていた

## 歴史
サン・ペドロ駅は以前はサン・ペドロ・ツナサンとして知られていた。1908年8月1日にモンティンルパからカランバへの南方本線の延伸区間として開業し、1972年にフェルディナンド・マルコス大統領の計画したマニラ首都圏通勤列車事業のために旧駅の最後の改築が行われた。
開業当初の1908年のMRR社時代、駅は今の新駅の位置に存在していたが、ホームと駅舎は現在と反対側の東側にあった。軌道は3線あり、1つが待避側線、1つが交換線、最後の1つが本線であった。
新しい駅はホームの高さがあげられ、MRR社時代の駅と同じ位置であるがMRR時代と対照的に線路の西側に施設が存在する。サンタ・ローサ行の通勤サービスの再開のために2013年12月23日に開業し、2016年10月5日に運用が再開された。
かつてフィリピン国鉄北方本線の支線で、パニキ駅から分岐するタヤグ線にも同名の駅が存在していた。このため、サン・ペドロ・ラグナ駅と呼ばれて識別されていた。

## 註釈
1. ↑  http://pnr.gov.ph/northbound-southbound-timetable
2. ↑  “Carmona planned for reopening in 2019”. Facebook. 2020年1月16日閲覧。
3. ↑  “(Page 14-15) Consecutive station layouts - 1476”. issuu. 2020年1月16日閲覧。